# Prince Vaillant
Pour les articles homonymes, voir Prince Vaillant (homonymie).
Prince Vaillant (anglais : Prince Valiant in the Days of King Arthur ou simplement Prince Valiant), est une bande dessinée de fantasy arthurienne créée par Harold Foster et publiée chaque dimanche depuis 1937 dans la presse américaine. Dès son lancement, ce comic strip se distingue par l'hyper-réalisme de son dessin, le soin méticuleux apporté à la composition des cases et pages et l'absence de bulles au profit d'un usage exclusif des récitatifs.

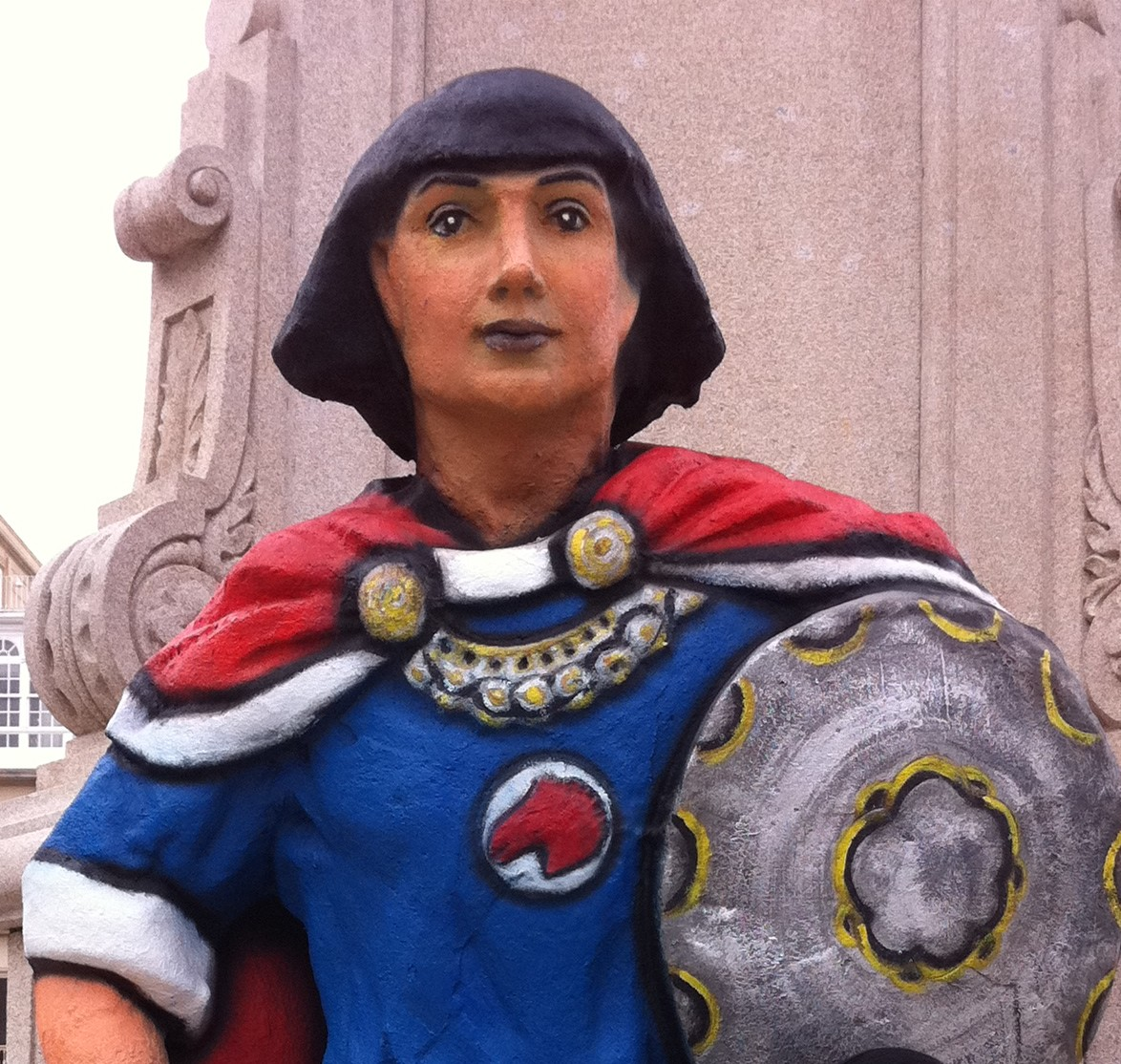
Statue de Prince Valiant dans un salon de la BD à La Coruña, en Espagne.

Située dans un haut Moyen Âge relativement imprécis, Prince Vaillant développe une même histoire depuis son lancement, celle de Vaillant, prince nordique de Thulé, de sa rencontre avec la reine Aleta, et de leurs trois enfants, apparus entre 1947 et 1979.
En 1970, après quarante-trois années de publications et âgé de 78 ans, Harold Foster teste différents dessinateurs pour prendre sa suite et assurer les décors et l'encrage de la série, et fait de John Cullen Murphy son continuateur. Celui-ci dessine le strip jusqu'en 2004, peu avant sa mort, sur des scénarios d'Harold Foster jusqu'à sa retraite en 1979 puis sur des scénarios de son fils Cullen Murphy. Depuis 2004, Mark Schultz écrit la série, Gary Gianni (2004-2012) et Thomas Yeates (depuis 2012) s'étant succédé au dessin.

## Historique et aperçu du scénario
Prince Valiant débute dans des sections tabloid en couleurs du samedi 13 février 1937. La première version en pleine page est la planche no 16, dans la version du dimanche du The Times Picayune.

## Récompenses et hommages
Il a été dessiné par Harold Foster, et depuis sans discontinuer par successivement John Cullen Murphy, Gary Gianni et Thomas Yeates. Chevalier, personnage anticonformiste et très en avance sur son temps, son auteur recevra de son travail de nombreux prix tout au long de sa vie : Reuben (1958), Té d’argent (1976), Clé d’Or (1978) et un jeu de rôle est sorti sur lui en 1989.

## Publications françaises triées par éditeur
- Prince Vaillant, Altaya, 4 vol., 2013 (série terminée - histoire incomplète limitée à la période 1937-1940).
- Prince Valiant, Éditions des remparts, 12 vol. ou 4 vol. en édition reliée, 1965-1966 (série terminée, histoire incomplète).
- Prince Vaillant, Hachette, 4 vol., 1957 (vol 1) puis 1974 (série terminée, histoire incomplète).
- Prince Valiant, SERG[5], 3 vol., 1970-1977[6] (série terminée - histoire incomplète limitée à la période 1937-1946)
- Prince Valiant, Slatkine[7],[8], 7 vol., 1980-1983 (série terminée - histoire incomplète limitée à la période 1937-1951).
- Prince Valiant, Soleil, 5 vol., 2012-2014 (série terminée - histoire incomplète limitée à la période 1937-1946).
- Prince Valiant, Zenda[9],[10], 17 vol., 1988-1997 (série terminée, intégrale de la période Hal Foster : 1937-1971).

## Adaptations dans d'autres médias

### À l'écran et au petit écran
- Prince Vaillant - Un film américain de 1954 par la 20th Century Fox. Réalisé par Henry Hathaway, on y voit James Mason et Robert Wagner. Le film a, à son tour, été adapté en album de bandes dessinées.
- Une série télévisée animée américaine sur The Family Channel (aux États-Unis) et sur CBBC en Grande-Bretagne : La Légende de Prince Vaillant (The Legend of Prince Valiant)
- Prince Vaillant - Un film britanno-irlando-allemand de 1997.

### En jeu
- William G. Dunn, Charlie Krank, Greg Stafford et Lynn Willis, Prince Valiant: The Story-Telling Game (en) (Chaosium, 1989), jeu de rôle sur table.